# Amplitúdó

Szinuszgörbe
1 = amplitúdó csúcsérték,
2 = két csúcsérték közötti amplitúdó,
3 = az amplitúdó négyzetes középértéke ,szakmai nyelven effektív érték
4 = hullámhossz

Az amplitúdó időben változó mennyiségek legnagyobb eltérése az egyensúlyi állapottól.
Jele: A
Mindig pozitív szám. Harmonikus rezgőmozgás (pl. inga, rugóra függesztett rezgő test) esetén az amplitúdó az egyensúlyi vagy nyugalmi helyzettől számított legnagyobb kitérést jelenti.
Szinuszos váltakozó feszültség vagy áram esetén (ilyen a hálózati feszültség is) az amplitúdó a feszültség illetve az áramerősség csúcsértékét jelöli, ami {\displaystyle {\sqrt {2}}}-szerese, vagyis közel másfélszerese az effektív értéknek. Például az Európában szabványos 230 V-os hálózati váltakozó feszültség amplitúdója 325,3 V.